# Pendro
Pendro (en kurdo: Pêndro پێندرۆ) es un pueblo Kurdo en el Kurdistán iraquí, ubicado en la provincia de Erbil, cerca de la frontera con Turquía, Se encuentra aproximadamente a 15–18 km al norte de Barzan, de población superior a 2540 personas.